# Krystyna Broll-Jarecka
Krystyna Broll-Jarecka (ur. 15 lipca 1927 w Katowicach, zm. 24 listopada 2011) – polska poetka, autorka audycji radiowych. Związana z grupą malarską ST-53.
Ukończyła liceum ogólnokształcące. Debiutowała w 1954 na antenie Polskiego Radia jako poetka. Była długoletnią redaktorką działu literackiego rozgłośni Polskiego Radia w Katowicach.
Jej mężem był Stanisław Jarecki, redaktor Radia Katowice, publicysta, etnograf, muzyk.
Została pochowana na cmentarzu w Katowicach-Bogucicach.

## Tomiki poezji
- Półcienie
- Horyzonty wiatru
- Traktat
- Rosą rozbici